# Sinagoga della Rosa d'Oro di Leopoli

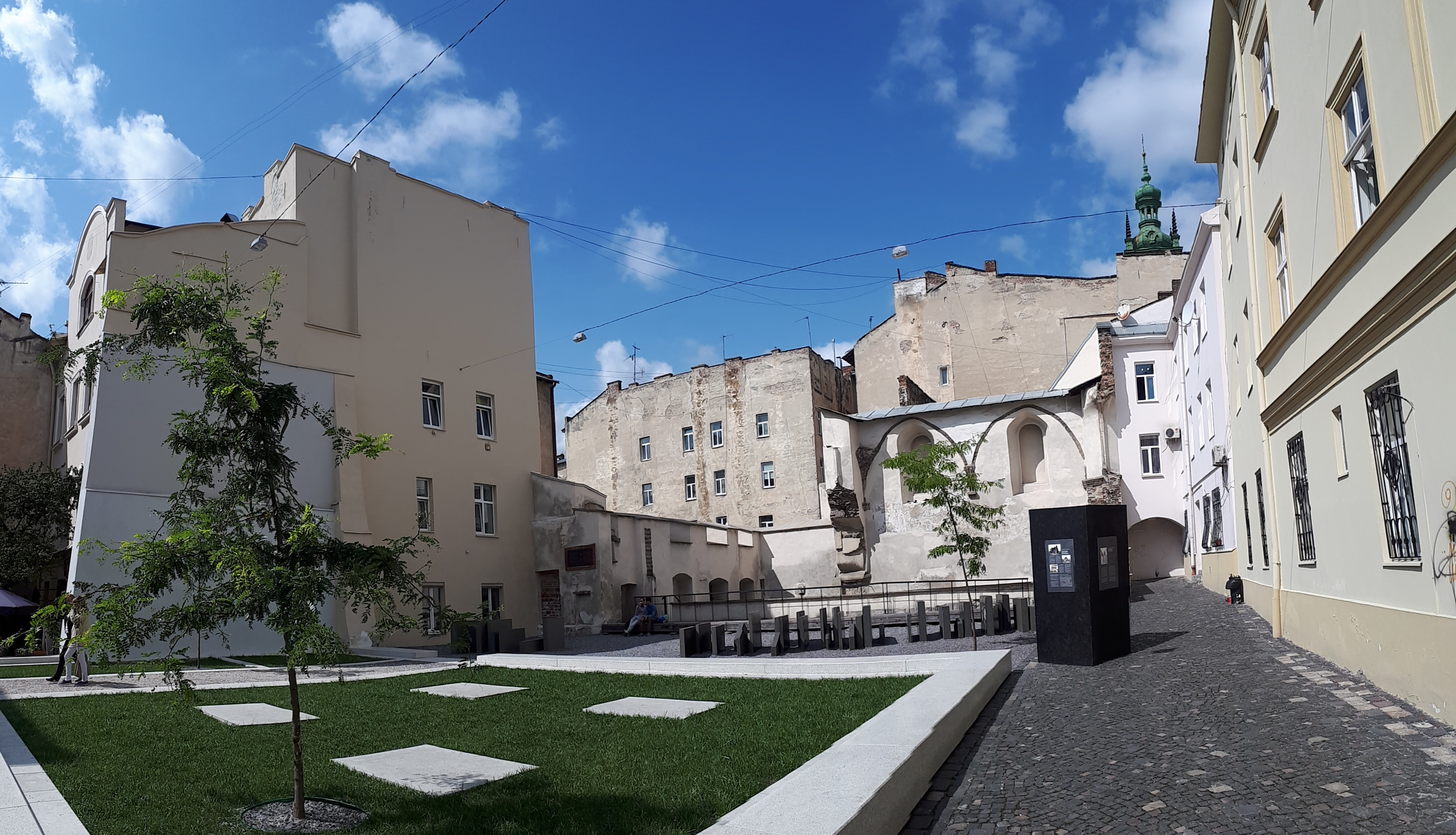
Le poche vestigia della sinagoga oggi

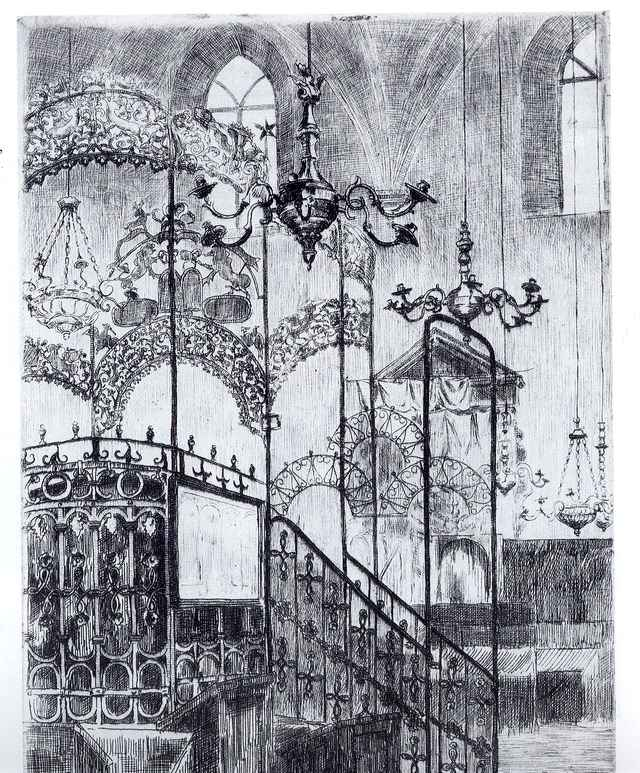
L'interno come si presentava prima della seconda guerra mondiale

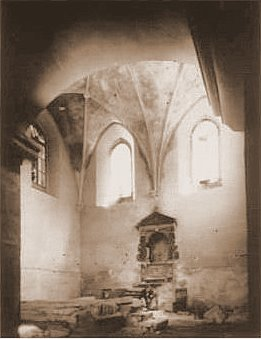
L'interno, devastato ma non ancora demolito, come si presentava dopo i saccheggi del 1941

La sinagoga della Rosa d'Oro di Leopoli, costruita tra il 1582 e il 1595, era la più antica sinagoga della Galizia. Si trovava a Leopoli, oggi Ucraina. Le sue caratteristiche di sinagoga-fortezza saranno il modello per numerose altre sinagoghe della regione. Devastata e demolita ai tempi della seconda guerra mondiale, ne restano solo alcune scarse rovine.

## Storia e descrizione
A Leopoli, crocevia di popoli e religioni come indicato anche dai suoi nomi nelle lingue delle sue diverse etnie (Lviv, Lvov, Lemberg, Львів, Львов, Leopolis), si sviluppò sin dal XVI secolo una delle maggiori comunità ebraiche d'Europa. Gli ebrei vivevano in due nuclei distinti, nel centro della città e in un quartiere periferico (chiamato "Cracovia") nella zona occidentale della città. Ciascuna comunità avrà la propria sinagoga; per gli ebrei del centro della città dal 1595 essa sarà la sinagoga della Rosa d'Oro, mentre dal 1630 la sinagoga grande periferica di Leopoli servirà i residenti del quartiere suburbano di Cracovia.
La sinagoga della Rosa d'Oro, progettata nel 1580, fu eretta tra il 1582 e il 1595 da Paulus Italus, un architetto proveniente dalla Svizzera italiana. Nel 1582 fu completato il corpo centrale e nel 1595 furono aggiunti il vestibolo e le gallerie del matroneo.
Trovandosi a ridosso delle mura, la sinagoga aveva le caratteristiche di sinagoga-fortezza, con spesse e alte mura, feritoie alle pareti e la possibilità, in caso di necessità, di collocare l'artiglieria sul tetto. L'edificio era a pianta quadrata, con le dimensioni di un cubo. Secondo uno schema tipico delle sinagoghe della regione, la sala di preghiera aveva quattro colonne centrali che delimitavano l'area del podio e sorreggevano i soffitti a volta. L'arca santa è collocata sulla parete orientale in una nicchia decorata con stucchi. Nella regione attorno a Leopoli la stessa tipologia si ripeterà nella sinagoga grande di Luc'k (1629), nella sinagoga di Zhovkva (1698), nella sinagoga grande di Brody (1742), e in altre sinagoghe.
La costruzione della sinagoga della Rosa d'Oro fu finanziata da Yitzhak ben Nachman (Izak Nachmanowicz), un banchiere al servizio del re Stefano I Báthory. Fu perciò inizialmente conosciuta come la sinagoga Nachmanowicz.
Nel 1606 l'edificio, che si trovava al centro della città, fu confiscato dai Gesuiti, con l'accusa di non aver chiesto i dovuti permessi di costruzione alle autorità religiose. La proprietà della sinagoga fu al centro di una accesa disputa giudiziaria. Alla fine la sinagoga fu restituita nel 1609 alla comunità ebraica dietro un riscatto di 20.600 fiorini. Il rabbino Yitzhak Ben Samuele HaLevi compose per l'occasione il cantico Shir Ge'ula (Canto della Liberazione), che da allora veniva letto ogni anno come parte della preghiera Shacharit lo Shabbat seguente a Purim. Nel cantico la restituzione della sinagoga era paragonata alla salvezza degli ebrei dalle cattività babilonese ed egiziana.
Una leggenda locale (pubblicata la prima volta nel 1863) attribuiva il merito della restituzione della sinagoga all'intervento di Rosa bat Ya'akov, la nuora di Yitzhak ben Nachman. Nacque così in suo onore l'appellativo di sinagoga della Rosa d'Oro.
Nel 1654-1667 il rabbino David HaLevi Segal, fratello minore di Yitzhak HaLevi e suo allievo, ha officiato nella sinagoga. Per questo motivo l'edificio è stato anche chiamato la sinagoga TaZ dal soprannome di David HaLevi Segal, derivante dalla sua opera principale, il Sefer Turei Zahav.
La sinagoga rimase il più importante luogo di culto ebraico di Leopoli fino agli inizi dell'Ottocento quando, complice anche lo sviluppo a Leopoli dei movimenti cassidico e riformato, nuove sinagoghe furono costruite per accomodare la crescente e sempre più variegata popolazione ebraica. Il detoriamento della stabilità dell'edificio richiese anche importanti opere di consolidamento che furono effettuate nella prima metà del Novecento.
Prima della seconda guerra mondiale esistevano a Leopoli una cinquantina di sinagoghe al servizio di una comunità locale di oltre 100.000 abitanti, un terzo dell'intera popolazione della città. Con lo scoppio della seconda guerra mondiale il numero degli ebrei residenti raddoppiò nel 1939-40 con l'arrivo di 100.000 rifugiati dalla Polonia occupata.
L'invasione tedesca nel 1941 portò con sé la distruzione delle sinagoghe e lo sterminio dell'intera popolazione ebraica, di cui solo poche decine di persone sopravvissero.
La sinagoga della Rosa d'Oro fu saccheggiata nel 1941 e quasi interamente demolita nel 1943. Da allora ne restano solo scarse rovine, nonostante i numerosi appelli e progetti per la sua ricostruzione. Sul luogo è posta una lapide, in ucraino e inglese, che ricorda la storia della sinagoga: "Rovine del vecchio tempio chiamato 'Di Goldene Royz. Costruito nel 1580-1595 dalla famiglia Nachmanowicz in memoria della moglie di Nachman. L'edificio, progettato dall'architetto italiano Pablo Romano, fu distrutto dai nazisti e bruciato nell'estate 1942".

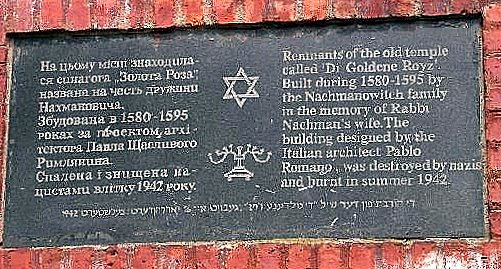
La lapide commemorativa, che oggi ricorda la storia della sinagoga
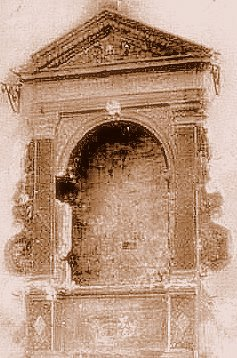
Architetture scomparse: L'arca santa nel 1941
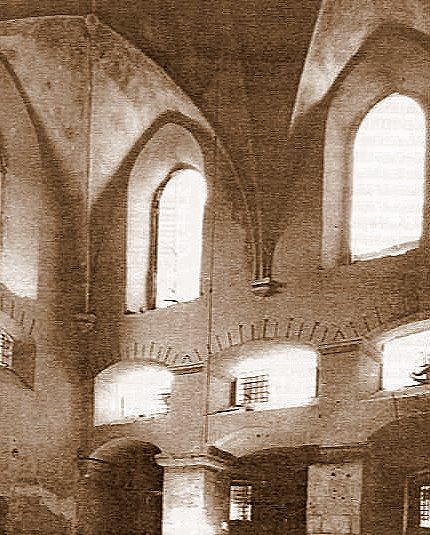
Architetture scomparse: L'interno nel 1941